# Batnjik
Batnjik település Szerbiában, a Raskai körzet Novi Pazar-i községben.

## Népesség
- 1948-ban 122 lakosa volt.
- 1953-ban 118 lakosa volt.
- 1961-ben 135 lakosa volt.
- 1971-ben 93 lakosa volt.
- 1981-ben 64 lakosa volt.
- 1991-ben 66 lakosa volt.
- 2002-ben 58 lakosa volt, melyből 55 szerb (94,82%) és 3 ismeretlen nemzetiségű.